# Xu Fu
Xu Fu (徐福 o 徐巿S, Xú FúP, Hsu2 Fu2W; coreano: 서복?, 徐福?, Seo BokLR, Sŏ PokMR; giapponese: 徐福, Jofuku o 徐巿, Jofutsu; Qi, 255 a.C. – ...) è stato il mago di corte della dinastia cinese Qin, oltre che un navigatore ed esploratore cinese.
L'imperatore Qin Shi Huang lo inviò per due volte verso i mari orientali alla ricerca dell'elisir di lunga vita. I suoi viaggi avvennero tra il 219 ed il 210 a.C. Si crede che la flotta fosse composta da 60 brigantini, circa 5000 membri di equipaggio, 3000 ragazzi e ragazze, e artigiani di ogni tipo. Imbarcatosi in una seconda missione nel 210 a.C., non fece più ritorno. Vari indizi fanno ipotizzare che possa essere giunto nell'odierno Giappone.

## Biografia

### Viaggio alla ricerca dell'elisir di lunga vita

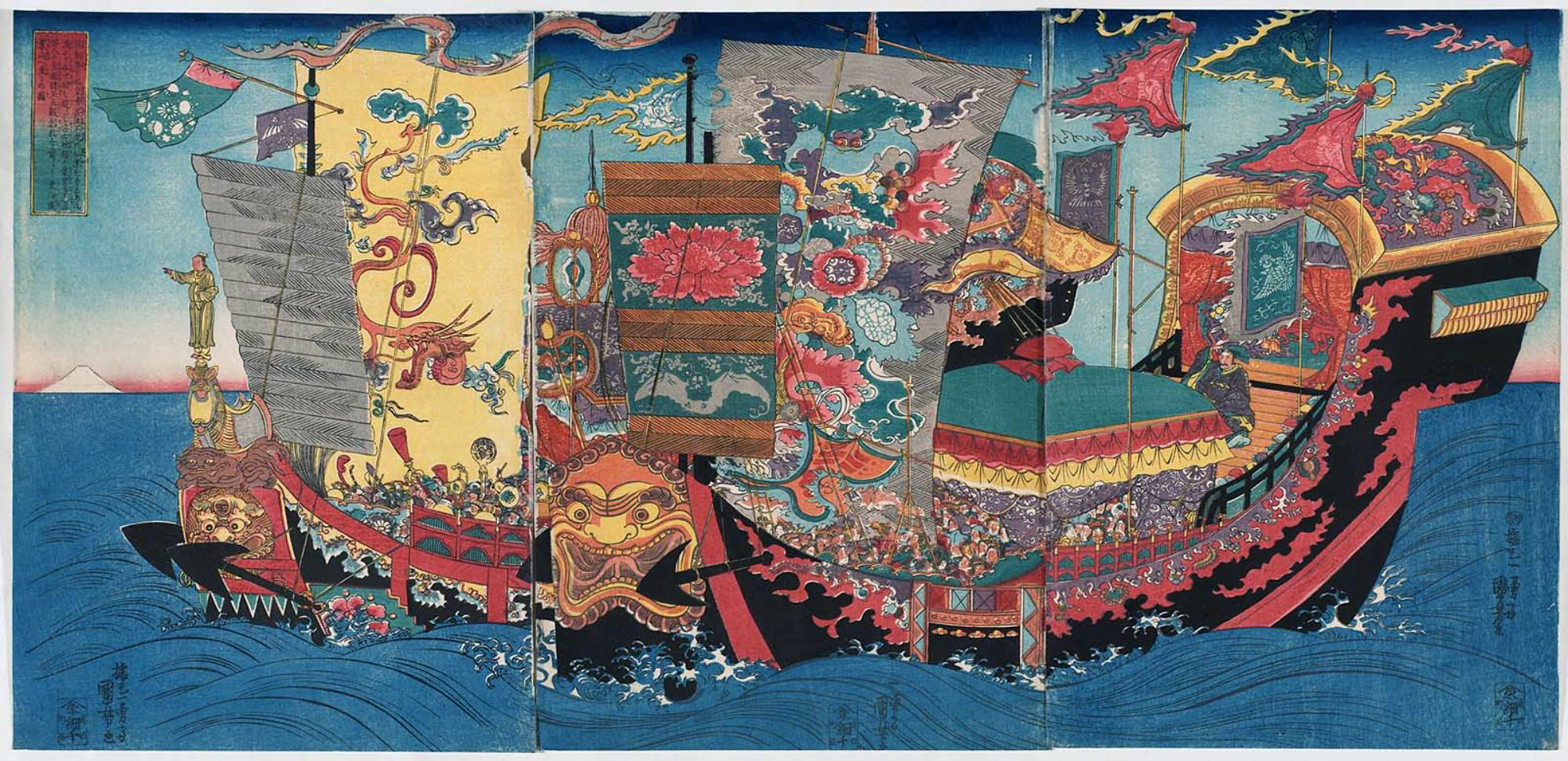
La spedizione alla ricerca della medicina dell'immortalità

Il regnante di Qin, Qin Shi Huang, temeva la morte e cercava un modo per vivere in eterno. Incaricò Xu Fu di scoprire il segreto dell'immortalità. Nel 219 a.C. Xu Fu fu inviato con 3000 ragazzi e ragazze vergini a recuperare l'elisir di lunga vita dagli immortali del monte Penglai, tra cui Anqi Sheng, che si diceva essere un mago di oltre mille anni di età. Xu navigò per molti anni senza trovare la montagna. Nel 210 a.C., quando Qin Shi Huang gli chiese la situazione, Xu Fu disse che esisteva una gigantesca creatura marina che bloccava il percorso, e chiese arcieri per ucciderla. Qin Shi Huang acconsentì. Xu ripartì senza mai più tornare dal viaggio. Lo Shiji afferma che giunse in un luogo con "pianure piatte e ampie paludi" (平原廣澤) autoproclamandosi re senza più tornare.
Anche successivi testi storici sono vaghi riguardo alla destinazione finale di Xu. Le Cronache dei Tre Regni, il Libro degli Han posteriori ed il Guadi Zhi affermano che sbarcò nel "Danzhou" (亶州), ma non citano il luogo preciso. Oltre 1100 anni dopo il termine del viaggio di Xu Fu, il monaco Yichu scrisse nel tardo Zhou (951-960, periodo delle Cinque dinastie e dieci regni) che Xu Fu sbarcò in Giappone, ed afferma anche che Xu Fu diede al Fuji il nome di Penglai. Si tratta in Giappone della "leggenda di Xu Fu", come dimostrato dai molti memoriali dedicatigli.

## Retaggio culturale
Chi sostiene lo sbarco di Xu Fu in Giappone, lo vede come il catalizzatore dello sviluppo della società giapponese. La cultura Jōmon, esistita nell'antico Giappone per oltre 6000 anni, scomparve improvvisamente attorno al 300 a.C. Si dice che le tecniche agricole e la conoscenza che Xu portò con sé abbiano migliorato la qualità della vita degli antichi giapponesi, e che la sua venuta abbia portato all'introduzione, in Giappone, di molte nuove piante e tecniche. Per questo Xu Fu viene considerato in Giappone il "Dio dell'agricoltura", "Dio della medicina" e "Dio della seta". Molti templi e memoriali dedicati a Xu possono rinvenirsi in diversi luoghi del Giappone. A Xuzhou, nei pressi di Yangzhou, c'è un Xu Fu Research Institute collegato al Xuzhou Teachers College.
Alla sua figura è ispirato il personaggio fittizio di Xu Fu, che appare in una striscia pubblicata dalla Marvel Comics.